# Vinh quang và mộng tưởng
Vinh quang và mộng tưởng là phim truyền hình lịch sử Trung Quốc phát sóng năm 2021, đạo diễn bởi Lưu Giang, với các diễn viên chính Đường Quốc Cường, Hầu Kinh Kiện, Huỳnh Hiểu Minh, Đông Thụy Hân, Lưu Kính, Trương Đồng, Ngô Cương, Vương Lệ Khôn, Mã Thiếu Hoa, Lý Tiểu Nhiễm, Vương Kinh Tùng, Cao Viên Viên, Nhiếp Viễn .
Bộ phim kể về câu chuyện Đảng Cộng sản Trung Quốc, dưới sự lãnh đạo của Mao Trạch Đông, Chu Ân Lai, Chu Đức và các nhà cách mạng khác, từ việc thành lập một chế độ đầy khó khăn, lãnh đạo cuộc chuyển giao chiến lược, đi lên phía bắc chống lại Nhật Bản, để đập tan chế độ cũ, giải phóng toàn bộ Trung Quốc, và sau đó khơi dậy ngọn lửa cách mạng tại sông Áp Lục, kiên quyết chống lại sự xâm lược của Mỹ và viện trợ cho chính phủ Triều Tiên và cuối cùng đã đánh bại hàng loạt kẻ thù 
Phim phát sóng trên đài Đông Phương và Bắc Kinh vào ngày 25 tháng 5 năm 2021, và đồng thời phát sóng trên các nền tảng Tencent Video, Iqiyi và Youku.

## Nội dung
Trung Quốc cổ vào đầu thế kỷ 20, các lãnh chúa ly khai và dân chúng không có cuộc sống đầy đủ. Người thanh niên Hồ Nam Mao Trạch Đông tích cực tham gia phong trào cách mạng, dưới sự hướng dẫn của Lý Đại Chiêu và Trần Độc Tú, anh tin tưởng vào chủ nghĩa Mác và tham gia thành lập Đảng Cộng sản Trung Quốc. Công nhân Triệu Ngữ Trì đã đi theo suốt chặng đường và trở nên thân thiết bạn với học sinh của Trần Độc Tù, Lại Xuân Phong. Tưởng Giới Thạch nổi dậy chống lại cách mạng, còn Lại Xuân Phong thì gia nhập phe phản động. Mao Trạch Đông phát động Khởi nghĩa Thu Thu để tiến vào Tĩnh Cương Sơn thành lập khu căn cứ, và Triệu Ngữ Trì lớn lên như một chiến sĩ cách mạng, việc Mao Trạch Đông rút khỏi đảng đã dẫn đến thất bại của chiến dịch chống bao vây và trấn áp lần thứ năm, và Hồng quân buộc phải thực hiện một cuộc hành quân dài ngày. Hội nghị Tuân Nghĩa vào tháng Ba kéo dài đã xác nhận sự lãnh đạo của Mao Trạch Đông và cứu đảng cũng như Hồng quân. Người Nhật xâm lược Trung Quốc và ĐCSTQ đã đoàn kết mọi tầng lớp xã hội trên khắp đất nước để giành chiến thắng trong Kháng chiến. Tưởng Giới Thạch đã phát động cuộc nội chiến để trấn áp những người Cộng sản, và Mao Trạch Đông đã chỉ huy ba trận đánh lớn của Quân Giải phóng Nhân dân để đánh đuổi Tưởng Giới Thạch về Đài Loan. Hoàng đế Hoa Kỳ trở lại và dập tắt cuộc chiến ở sông Áp Lục, Mao Trạch Đông đã quyết định rằng Quân tình nguyện nhân dân Trung Quốc sẽ gửi quân đến Triều Tiên và đánh bại hoàng đế Hoa Kỳ trong một trận chiến đẫm máu trong ba năm, và giành được thắng lợi to lớn trong Cuộc chiến chống Mỹ và viện trợ Triều Tiên.

## Diễn viên
| Diễn viên         | Vai                         | Miêu tả | Ghi chú                          |
| ----------------- | --------------------------- | --- | -------------------------------- |
| Đường Quốc Cường  | Mao Trạch Đông (lão niên)   | Chủ tịch Ủy ban Trung ương Đảng Cộng sản Trung Quốc, Chủ tịch Quân ủy Trung ương, Chủ tịch nước Cộng hòa Nhân dân Trung Hoa. |                                  |
| Hầu Kinh Kiện     | Mao Trạch Đông (thanh niên) | Dưới ảnh hưởng của Phong trào Văn hóa Mới, ông quyết định ở lại Trung Quốc để nghiên cứu và xem xét xã hội hiện tại. Sau đó, một nhóm của Đảng Cộng sản Trung Quốc được thành lập ở Trường Sa, và tham gia vào "Big One" với tư cách là đại diện của Hồ Nam. Tháng 8 năm 1927, ông lãnh đạo cuộc nổi dậy Thu Thu, và sau đó dẫn quân khởi nghĩa đến Tĩnh Cương Sơn để phát động cách mạng nông nghiệp. Tại Hội nghị Tuân Nghĩa tháng 1 năm 1935, ông được chọn làm thành viên của Ủy ban Thường vụ Cục Chính trị của Ủy ban Trung ương CPC và thành lập ban lãnh đạo trung ương mới do Mao Trạch Đông làm đại diện. |                                  |
| Đồng Thụy Hân     | Mao Trạch Đông (trung niên) | Sau khi nổ ra cuộc kháng chiến chống Nhật năm 1937, Ban Chấp hành Trung ương Đảng Cộng sản Trung Quốc do ông đứng đầu đã tôn trọng nguyên tắc độc lập tự chủ trong mặt trận thống nhất, ra sức vận động quần chúng, phát động chiến tranh du kích. đứng sau phòng tuyến của địch, và thành lập nhiều khu căn cứ lớn chống Nhật. Ngày 1 tháng 10 năm 1949, nước Cộng hòa Nhân dân Trung Hoa được thành lập, ông được bầu làm Chủ tịch Chính phủ Nhân dân Trung ương. Trong giai đoạn chống lại sự xâm lược của Hoa Kỳ và giúp đỡ Triều Tiên, ông đã giới thiệu con trai mình là Mao Ngạn Anh với Bành Đức Hoài và đề nghị để Mao Ngạn Anh đến Triều Tiên tham chiến cùng Quân tình nguyện Trung Quốc. |                                  |
| Lưu Kính          | Chu Ân Lai (trung niên)     | Trong Cuộc kháng chiến chống Nhật xâm lược, ông đại diện cho ĐCSTQ ở Trùng Khánh và các khu vực khác do Quốc dân đảng kiểm soát trong một thời gian dài trong công tác mặt trận thống nhất, và làm việc chăm chỉ để đoàn kết các lực lượng chủ trương chống Nhật và cứu nước. Ông liên tiếp lãnh đạo công trình của Cục sông Dương Tử và Cục phía Nam của Trung ương Đảng Cộng sản Trung Quốc. Người nhấn mạnh sự hợp tác giữa Quốc dân Đảng và Đảng Cộng sản, tích cực đoàn kết các đảng phái dân chủ, trí thức tiến bộ, những người yêu nước và hữu nghị quốc tế để ngăn chặn âm mưu chống Cộng và vượt qua nguy cơ đầu hàng Nhật Bản. Sau khi thành lập nước Cộng hòa Nhân dân Trung Hoa, ông giữ chức Thủ tướng và Bộ trưởng Bộ Ngoại giao của Quốc vụ viện.                                                                                  |                                  |
| Vương Lệ Khôn     | Dương Khai Tuệ              | Con gái của Dương Xương Tế, một thiếu nữ cách mạng tiên tiến. Vào mùa đông năm 1920, bà kết hôn với Mao Trạch Đông và gia nhập Đảng Cộng sản Trung Quốc vào đầu năm 1922 và trở thành trợ lý của Mao Trạch Đông. Tháng hai năm 1925, bà trở về Thiều Sơn cùng với Mao Trạch Đông khởi động phong trào nông dân, giúp Mao Trạch Đông thành lập trường dạy đêm nông dân, và làm giáo viên dạy trường ban đêm nông dân. Sự thất bại của cuộc Cách mạng năm 1927 khiến bà phải chia tay Mao Trạch Đông một lần nữa. Kể từ khi Mao Trạch Đông ra đi, bà không nhận được một lá thư nào của chồng, và bà đã anh dũng hy sinh vào năm 1930. |                                  |
| Vương Vi Trí      | Chu Đức                     | Với lòng yêu nước, ông suốt đời theo đuổi chân lý, lập công xuất sắc nhưng không phụ công, là người có nhân cách lớn. Sinh ra trong một gia đình nghèo, ông đã tham gia nhiều cuộc nổi dậy và trở thành một trong những lãnh tụ của Đảng Cộng sản Trung Quốc, đồng thời là một trong những người sáng lập và lãnh đạo chính của Quân giải phóng nhân dân Trung Hoa và Cộng hòa Nhân dân Trung Hoa. một trong mười nguyên soái hàng đầu của nước Cộng hòa nhân dân Trung Hoa, một vai trò quan trọng không thể thiếu trong lịch sử. |                                  |
| Huỳnh Hiểu Minh   | Chu Ân Lai (thanh niên)     | Thành viên ban đầu của Nhóm Châu Âu của Đảng Cộng sản Trung Quốc, một trong những người sáng lập Đảng Cộng sản trẻ ở Châu Âu và chi nhánh Châu Âu của Đoàn Thanh niên Cộng sản. Ông từng là thư ký của tổng chi hội của Liên đoàn Thanh niên Xã hội Chủ nghĩa Trung Quốc ở châu Âu, và tham gia vào ban lãnh đạo của chi bộ ở châu Âu của Đảng Cộng sản Trung Quốc. Năm 1924, ông giữ chức Phó giám đốc kiêm Giám đốc Khoa Chính trị của Học viện Quân sự Hoàng Phố, năm 1927, Khởi nghĩa Nam Xương nổ ra và ông là người lãnh đạo chính của Khởi nghĩa Nam Xương.. |                                  |
| Vương Dịch Thịnh  | Hạ Long                     | |                                  |
| Mã Nguyên         | Trần Nghị                   | |                                  |
| Lưu Trúc          | Lưu Bá Thừa                 | |                                  |
| Tào Lỗi           | Nhiếp Vinh Trăn             | |                                  |
| Trần Dã           | Từ Hướng Tiền               | |                                  |
| Cố Vũ Phong       | La Vinh Hoàn (thanh niên)   | |                                  |
| Hồ Á Tiệp         | La Vinh Hoàn (lão niên)     | |                                  |
| Lý Nãi Văn        | Bành Đức Hoài (thanh niên)  | |                                  |
| Diêu Cư Đức       | Bành Đức Hoài (lão niên)    | Người chỉ huy quân tình nguyện từng trải qua nhiều trận chiến. Quân đội Mỹ phớt lờ những lời cảnh báo của Trung Quốc, và sau khi vượt qua Vĩ tuyến 38, Triều Tiên đã phải đối mặt với sự sống và cái chết. Việc gửi quân đến Triều Tiên là điều không thể bỏ qua, và Mao Trạch Đông quyết định rằng Bành Đức Hoài sẽ dẫn quân của ông ta ra ngoài. Bành Đức Hoài gánh vác sự tin tưởng nặng nề của Trung ương Đảng và Mao Trạch Đông, ông đã lãnh đạo Quân tình nguyện nhân dân Trung Quốc xông pha vào chiến trường chống Mỹ xâm lược và viện trợ cho Triều Tiên, sát cánh chiến đấu cùng nhân dân Triều Tiên sau ba năm đẫm máu những trận chiến, ông chiến thắng trở về đất mẹ. |                                  |
| Lý Hoàn           | Diệp Kiếm Anh (thanh niên)  | |                                  |
| Chu Húc Kỳ        | Diệp Kiếm Anh (lão niên)    | |                                  |
| Hàn Lập           | Lâm Bưu (thanh niên)        | |                                  |
| Do Lập Bình       | Lâm Bưu (lão niên)          | |                                  |
| Mã Thiếu Hoa      | Tôn Trung Sơn               | Người sáng lập Trung Hoa Dân Quốc và Quốc Dân Đảng Trung Quốc, đồng thời là người ủng hộ Nguyên tắc Tam dân. Đã mười lần nổi dậy thất bại, chia tay với Trần Quýnh Minh vì bất đồng chính trị. Sau đó, ông nhận sự giúp đỡ của Đảng Cộng sản Trung Quốc và Liên bang Xô viết và đề xuất ba chính sách lớn là thống nhất nước Nga, hợp nhất Đảng Cộng sản, và giúp đỡ nông dân và công nhân. Năm 1924, khi Phùng Ngọc Tường, Đoàn Kỳ Thụy và Trương Tác Lâm liên tiếp mời Tôn Trung Sơn đi lên phía bắc để bàn việc nước, ông đã nhận lời đi phía bắc. Năm 1925, ông qua đời vì bệnh ung thư tại Bắc Kinh. |                                  |
| Lý Tiểu Nhiễm     | Tống Khánh Linh             | Thời trẻ, bà theo Tôn Trung Sơn và cống hiến hết mình cho cách mạng, trong sự nghiệp cách mạng gần 70 năm, bà kiên cường, kiên trung, chiến đấu dũng cảm, luôn đứng vững với nhân dân Trung Quốc và Đảng Cộng sản Trung Quốc. Đối với sự nghiệp giải phóng dân tộc Trung Quốc, thống nhất Tổ quốc, bảo vệ hòa bình thế giới, thúc đẩy sự tiến bộ của nhân loại, người đã có những cống hiến và những đóng góp không thể phai mờ, vì vậy Người được mọi người ngưỡng mộ và yêu mến. |                                  |
| Vương Kinh Tùng   | Tưởng Giới Thạch            | Từng là chủ tịch của Học viện Quân sự Hoàng Phố và là tổng tư lệnh của Quân đội Cách mạng Quốc gia. Năm 1926, ông ta liên tiếp tạo ra "Sự cố tàu Trung Sơn" và "Vụ án Đảng" để tấn công Đảng Cộng sản và các lực lượng cách mạng. Năm 1927, "cuộc đảo chính phản cách mạng ngày 12 tháng 4" được phát động, đã gây hại cho những người Cộng sản và dẫn đến sự đổ vỡ của sự hợp tác đầu tiên giữa Quốc dân đảng và Đảng Cộng sản. Chẳng bao lâu sau, ông cùng với Uông Tinh Vệ, Lý Tông Nhân và các người phe khác bị cô lập và bất lực trong các cuộc xung đột và đấu tranh, họ buộc phải rời Đài Loan vào tháng 8 và đến thăm Nhật Bản vào tháng 10 để tìm kiếm sự hỗ trợ. Sau khi trở về Trung Quốc, ông kết hôn với Tống Mỹ Linh. |                                  |
| Cao Viên Viên     | Tống Mỹ Linh                | |                                  |
| Lâm Giang Quốc    | Phương Chí Mẫn              | | Chính khách                      |
| Trương Đồng       | Lý Đại Chiêu                | Một trong những người sáng lập chính của Đảng Cộng sản Trung Quốc. Từ năm 1922 đến năm 1924, được sự giao phó của đảng, ông đã chạy giữa Bắc Kinh, Thượng Hải và Quảng Châu để giúp Tôn Trung Sơn tổ chức lại Quốc Dân Đảng, và đóng góp lớn vào việc thành lập mặt trận thống nhất đầu tiên hợp tác giữa Quốc dân Đảng và Cộng sản. Ngày 6 tháng 4 năm 1927, ông bị bắt và bị giam ở Bắc Kinh. Ông phải chịu mọi cực hình, luôn trung thành với đức tin, không thay đổi ý định ban đầu, kiên định và không khuất phục, và chính nghĩa đáng kinh ngạc. Ngày 28 tháng tư, ông bị một tên lãnh chúa phản động bóp cổ. |                                  |
| Nhiếp Viễn        | Diệp Đình                   | Trần Quýnh Minh nổi dậy chống lại cách mạng, và ông đã dẫn quân của mình chiến đấu ác liệt với quân nổi dậy để bảo vệ ông Tôn Trung Sơn, chồng của Tống Khánh Linh và những người khác khỏi nguy hiểm. Sau sự hợp tác giữa Quốc Dân Đảng và Đảng Cộng sản vào năm 1924, ông đến Mátxcơva, Liên Xô, gia nhập Đoàn Thanh niên Xã hội Chủ nghĩa Trung Quốc vào tháng mười, và chuyển sang Đảng Cộng sản Trung Quốc vào ngày 1 tháng 12. Sau khi Tưởng Giới Thạch và Uông Tinh Vệ nổi dậy chống lại cách mạng vào năm 1927, ông đã tham gia tổ chức và lãnh đạo cuộc Khởi nghĩa Nam Xương ngày 1 tháng 8 và giữ chức vụ chỉ huy của Quân đoàn 11. Sau thất bại của cuộc nổi dậy Quảng Châu, Diệp Đình buộc phải sống lưu vong ở nước ngoài trong 10 năm.                                                                                              |                                  |
| Ấn Tiểu Thiên     | Trương Văn Thiên            | |                                  |
| Ngô Cương         | Trần Độc Tú                 | Một trong những người sáng lập Đảng Cộng sản Trung Quốc. Tháng bảy năm 1921, ông được bầu làm Bí thư Trung ương Cục tại Đại hội toàn quốc lần thứ nhất của Đảng Cộng sản Trung Quốc, và sau đó là Chủ tịch Ban Chấp hành Trung ương Cục. (Đại hội đại biểu toàn quốc Đảng Cộng sản Trung Quốc lần thứ 2, Đại hội đại biểu toàn quốc Đảng Cộng sản Trung Quốc lần thứ 3), Tổng Bí thư Ban Chấp hành Trung ương (Đại hội đại biểu toàn quốc lần thứ IV Đảng Cộng sản Trung Quốc, Đại hội đại biểu toàn quốc lần thứ V) Đảng của Trung Quốc) và các chức vụ khác, và từng là ủy viên từ khóa 1 đến khóa 5 của Ban Chấp hành Trung ương. Trong phần sau của Nội chiến Cách mạng lần thứ nhất, ông đã mắc sai lầm nghiêng về cánh hữu và khiến cuộc cách mạng thất bại. Tháng bảy năm 1927, ông rời Ban Chấp hành Trung ương Đảng Cộng sản Trung Quốc. |                                  |
| Cơ Tha            | Trần Canh                   | |                                  |
| Cao Vỹ Quang      | Dương Tĩnh Vũ               | Anh hùng dân tộc chống Nhật, Tổng tư lệnh Tập đoàn quân số 1 Đồng minh Đông Bắc chống Nhật. Năm 1932, ông được Trung ương Đảng giao nhiệm vụ tổ chức liên minh chống Nhật ở Đông Bắc, đồng thời lãnh đạo quân dân Đông Bắc tham gia trận chiến đẫm máu với quân xâm lược Nhật Bản giữa Bạch Sơn và Hắc Thủy. Năm 1940, trong điều kiện băng tuyết và hết đạn dược, lương thực, Dương Tĩnh Vũ một mình đối phó với số lượng lớn quân xâm lược Nhật Bản, chiến đấu suốt mấy ngày đêm và anh dũng hy sinh. |                                  |
| Phùng Lôi         | Nhậm Bất Thời               | |                                  |
| Sử Hâm            | Đặng Tiểu Bình              | |                                  |
| Lý Thần           | Trương Quốc Đào             | |                                  |
| Trương Nhất Sơn   | Đặng Ân Minh                | |                                  |
| Vương Hiểu Thần   | Vương Hội Ngộ               | | Người đề xướng giải phóng phụ nữ |
| Tả Đại Kiến       | Bác Cổ                      | |                                  |
| Đàm Khải          | Lý Long Phi                 | |                                  |
| Hoàng Phẩm Nguyên | Đặng Hoa                    | |                                  |
| Quách Hiểu Phong  | Hà Thúc Hành                | | Chính khách Hồ Nam               |
| Nghê Đại Hồng     | Hoàng Kim Vinh              | | Thám tử                          |
| Quan Hiểu Đồng    | Lưu Tư Tề                   | | Con dâu Mao Trạch Đông           |
| Quách Đào         | Trần Công Bác               | | Đại diện Quảng Đông              |
| Trịnh Khải        | Trương Học Lương            | |                                  |
| Quách Vũ          | Trương Nhất Địch            | | Vợ Trương Học Lương              |
| Tôn Ninh          | Lam Băng                    | |                                  |
| Thị An            | Cù Thu Bạch                 | |                                  |
| Hoàng Giác        | Uông Tinh Vệ                | |                                  |
| Tào Khả Phàm      | Phó Tác Nghĩa               | |                                  |
| Phạm Lôi          | Tiêu Kính Quang             | |                                  |
| Trần Đô Linh      | Phó Đông Cúc                | |                                  |
| Đạt Thức Thường   | Trương Lan                  | |                                  |
| Vu Chấn           | Lương Hứng Sơ (thanh niên)  | |                                  |
| Lưu Sa            | Lưu Thiếu Kỳ (lão niên)     | Khi còn là một thiếu niên, ông vào Khai Hóa, và lần đầu tiên xuất hiện trong phong trào công nhân An Nguyên. Khi Quốc Dân Đảng cầm quyền, ông đã thể hiện tài năng của mình. Anh ấy đã trải qua tất cả mọi thứ, và cuối cùng trưởng thành từ một người dân làng Hồ Nam ngu dốt trở thành một nhà lãnh đạo kiệt xuất của Cộng hòa Nhân dân Trung Hoa và Đảng Cộng sản Trung Quốc. Phó Chủ tịch Ban Chấp hành Trung ương Đảng Cộng sản Trung Quốc, Chủ tịch nước Cộng hòa Nhân dân Trung Hoa năm 1959. |                                  |
| Ngô Bằng Hào      | Trần Vân (thanh niên)       | |                                  |
| Ngô Hiểu Đông     | Trần Vân (trung niên)       | |                                  |
| Triệu Kì          | Đổng Tất Vũ (thanh niên)    | |                                  |
| Vu Tể Vĩ          | Tưởng Tiên Vân              | | Chính khách Quảng ChâuVu         |
| Y Lệ Viện         | Lâm Lan                     | Phát thanh viên của Tân Hoa xã |                                  |
| Trần Bảo Quốc     | Thi Tồn Thống               | |                                  |
| Trương Lăng Tường | Vương Lượng                 | |                                  |

## Nhạc phim
| Tên                                            | Lời           | Sáng tác                | Trình bày | Loại           |
| ---------------------------------------------- | ------------- | ----------------------- | --------- | -------------- |
| Nhất sinh chi ái《一生挚爱》                   | Trần Hi       | Đổng Đông Đông          | Lôi Giai  | Nhạc cuối phim |
| Vinh quang và mộng tưởng《光荣与梦想》         | Khải Văn      | Đổng Đông Đông, Trần Hi | Tôn Nam   | OST            |
| 《声声慢风流再数》                             | Trần Đình Hựu | Quan Hạp                | Y Lệ Viện | Sáp khúc       |
| Vượt qua thời gian《从时光中走来》             | Trần Hi       | Đổng Đông Đông          | A Vân Ca  | Tuyên truyền   |
| Bầu trời rực rỡ muôn ánh sao《繁星璀璨的天空》 | Trần Hi       | Đổng Đông Đông          | Châu Thâm | Tôn kính       |

## Đội ngũ sản xuất
| Vai trò          | Tên công ty                                  |
| ---------------- | -------------------------------------------- |
| Công ty sản xuất | Đài phát thanh và truyền hình Thượng Hải     |
| Công ty sản xuất | Bắc Kinh Thế Giới Hoàn Mỹ tương tác giải trí |
| Công ty sản xuất | Thượng Hải Thượng Thế ảnh nghiệp             |
| Công ty sản xuất | Đức Thanh Hoàn Mỹ Bồng Trình ảnh thị văn hóa |
| Công ty sản xuất | Truyền thông văn hóa Hải Ninh Phục Du        |
| Công ty sản xuất | Tencent Penguin Pictures                     |
| Công ty sản xuất | Tập đoàn Tử Kinh văn hóa                     |
| Công ty sản xuất | Công nghệ Tencent (Bắc Kinh)                 |
| Công ty sản xuất | Công nghệ Iqiyi Bắc Kinh                     |
| Công ty sản xuất | Dịch vụ phần mềm Alibaba (Bắc Kinh)          |
| Công ty sản xuất | Văn Đầu Khống Cổ                             |
| Công ty sản xuất | Đài phát thanh và truyền hình Bắc Kinh       |
| Công ty sản xuất | Điện ảnh Tử Cấm Thành Bắc Kinh               |
| Công ty sản xuất | Hylink                                       |

## Phát sóng
| Ngày                | Kênh                       | Ghi chú |
| ------------------- | -------------------------- | ------- |
| 25 tháng 5 năm 2021 | Đông Phương TV Bắc Kinh TV | [ 2 ]   |
| 11 tháng 6 năm 2021 | Quảng Đông TV              | [ 4 ]   |

## Rating
|            | CSM59 Đông phương | CSM59 Đông phương | CSM59 Đông phương | CSM59 Bắc Kinh | CSM59 Bắc Kinh | CSM59 Bắc Kinh |
| ---------- | ----------------- | ----------------- | ----------------- | -------------- | -------------- | -------------- |
| Ngày       | Rating %          | Rating % share    | Hạng              | Rating %       | Rating % share | Hạng           |
| 2021.05.25 | 2.530             | 9.175             | 2                 | 1.515          | 5.501          | 7              |
| 2021.05.26 | 2.263             | 7.912             | 2                 | 1.425          | 4.955          | 6              |
| 2021.05.27 | 2.267             | 8.142             | 2                 | 1.584          | 5.693          | 6              |
| 2021.05.28 | 2.429             | 8.373             | 1                 | 1.788          | 6.159          | 5              |
| 2021.05.29 | 2.421             | 8.731             | 1                 | 1.742          | 6.311          | 5              |
| 2021.05.30 | 2.431             | 2.431             | 1                 | 1.750          | 6.203          | 5              |
| 2021.05.31 | 2.202             | 7.635             | 1                 | 1              | /              | /              |
| 2021.06.01 | 2.028             | 7.026             | 4                 | 1.677          | 5.984          | 5              |
| 2021.06.02 | 2.122             | 7.479             | 2                 | 1.842          | 6.497          | 5              |
| 2021.06.03 | 2.130             | 7.544             | 2                 | 1.958          | 6.916          | 6              |
| 2021.06.04 | 2.379             | 7.971             | 1                 | 1.842          | 6.527          | 4              |
| 2021.06.05 | 2.379             | 8.989             | 1                 | 1.978          | 6.769          | 5              |
| 2021.06.06 | 2.221             | 7.848             | 1                 | 2.063          | 7.281          | 3              |
| 2021.06.07 | 2.191             | 7.805             | 2                 | 1.736          | 6.201          | 6              |
| 2021.06.08 | 2.092             | 7.537             | 2                 | 1.799          | 6.485          | 5              |
| 2021.06.09 | 2.169             | 7.575             | 3                 | 2.219          | 7.712          | 1              |
| 2021.06.10 | 2.006             | 7.371             | 4                 | 2.153          | 7.753          | 2              |
| 2021.06.11 | 2.142             | 7.935             | 1                 | 2.138          | 7.678          | 2              |
| 2021.06.12 | 2.170             | 7.740             | 1                 | 2.040          | 7.537          | 2              |
| 2021.06.13 | 2.264             | 8.007             | 2                 | 2.003          | 7.114          | 5              |
| 2021.06.14 | 2.069             | 7.062             | 2                 | 1.906          | 6.531          | 5              |
| 2021.06.15 | 1.916             | 6.917             | 4                 | 1.867          | 6.774          | 5              |

## Giải thưởng
| Ngày       | Lễ trao giải                           | Hạng mục                                                           | Đề cử cho                    | Kết quả   | Ghi chú                                                 |
| ---------- | -------------------------------------- | ------------------------------------------------------------------ | ---------------------------- | --------- | ------------------------------------------------------- |
| 2022-1-17  | Giải thưởng Đóng góp Đặc biệt Hàng năm | Điện ảnh và Truyền hình tiêu biểu 2021                             | Vinh quang và mộng tưởng     | Đoạt giải |                                                         |
| 2021-12-27 | Hoa Đỉnh                               | 10 diễn viên được khán giả yêu thích                               | Vinh quang và mộng tưởng     | Đoạt giải | Đường Quốc Cường                                        |
| 2021-12-27 | Hoa Đỉnh                               | 10 diễn viên được khán giả yêu thích                               | Vinh quang và mộng tưởng     | Đoạt giải | Vương Lệ Khôn                                           |
| 2021-12-27 | Hoa Đỉnh                               | Đạo diễn xuất sắc nhất của 100 phim truyền hình Trung Quốc         | Vinh quang và mộng tưởng     | Đoạt giải | Lưu Giang                                               |
| 2021-12-27 | Hoa Đỉnh                               | Diễn viên mới xuất sắc nhất của 100 phim truyền hình Trung Quốc    | Vinh quang và mộng tưởng     | Đoạt giải | Y Lệ Viện                                               |
| 2021-12-27 | Hoa Đỉnh                               | Nhà sản xuất sắc nhất của 100 phim truyền hình Trung Quốc          | Vinh quang và mộng tưởng     | Đoạt giải | Vệ Hoa, Lưu Nham, Vương Đồng, La Tịch, Trương Trạch Cẩm |
| 2021-12-27 | Hoa Đỉnh                               | Nhạc phim truyền hình hay nhất của 100 phim truyền hình Trung Quốc | Bầu trời rực rỡ muôn ánh sao | Đoạt giải | Châu Thâm                                               |
| 2021-12-27 | Hoa Đỉnh                               | Nam diễn viên xuất sắc nhất - Phim hiện đại                        | Vinh quang và mộng tưởng     | Đề cử     | Lưu Kính                                                |
| 2021-12-27 | Hoa Đỉnh                               | Nữ diễn viên xuất sắc nhất - Phim hiện đại                         | Vinh quang và mộng tưởng     | Đề cử     | Lý Tiểu Nhiễm                                           |
| 2021-8-6   | Aollywood                              | Nổi tiếng của năm                                                  | Vinh quang và mộng tưởng     | Đoạt giải |                                                         |